# Helen Mayo

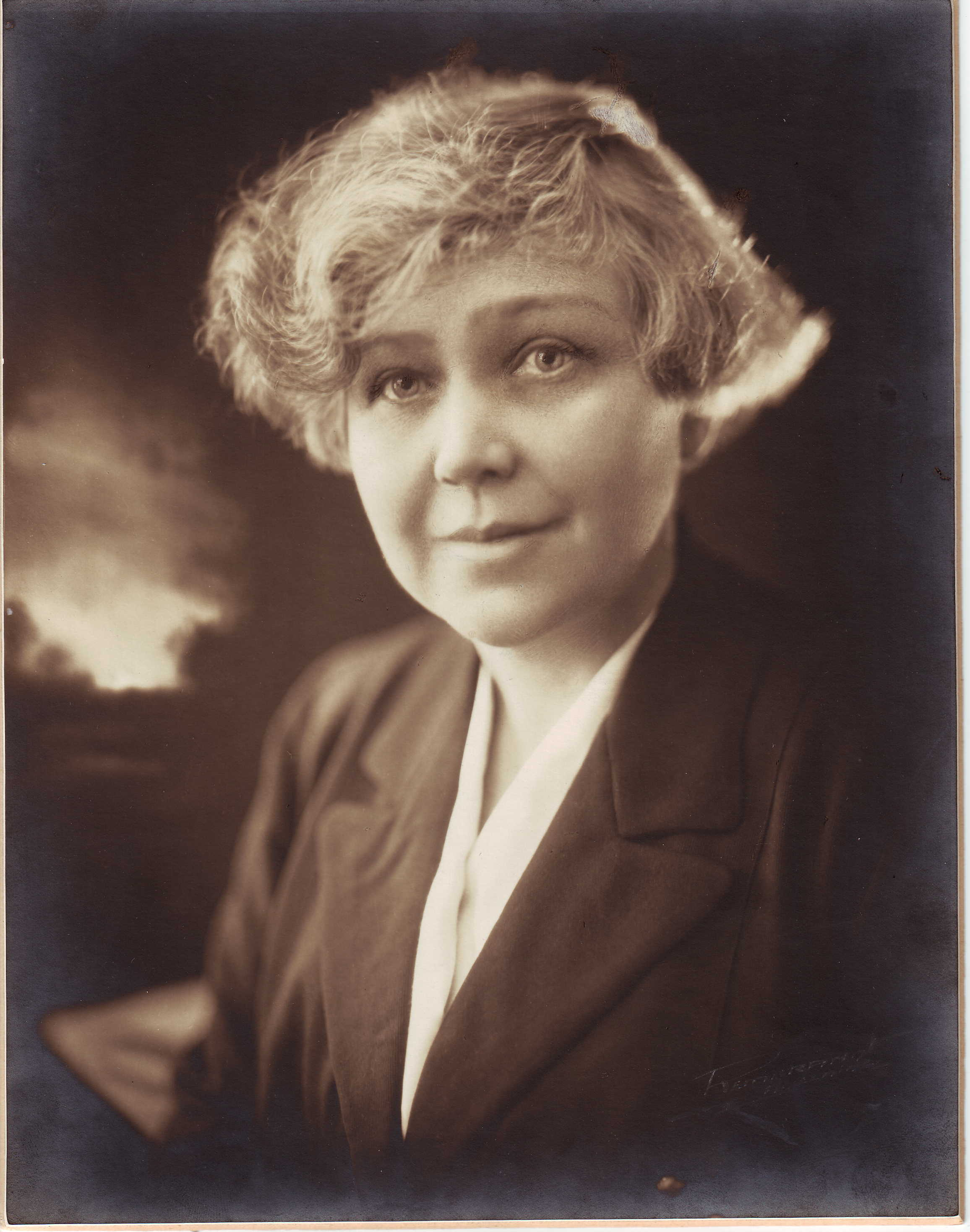

Helen Mary Mayo (1 de outubro de 1878 - 13 de novembro de 1967) foi uma médica e professora de medicina australiana, nascida e criada na cidade de Adelaide. Em 1896, ela se matriculou na faculdade de Artes da Universidade de Adelaide, vindo a mudar para o curso de medicina dois ano depois. Após graduar-se, Mayo passou dois anos trabalhando na área da saúde infantil na Inglaterra, Irlanda e Índia. Ela retornou para sua cidade natal em 1906, iniciando atividade profissional privada e ocupando cargos no Women's and Children's Hospital e no Royal Adelaide Hospital. Em 1909, ela co-fundou a School for Mothers (Escola de Mães), onde as mães recebiam informações sobre a saúde infantil. Esta organização, que viria a se tornar o Mothers' and Babies' Health Association em 1927, finalmente estabeleceu filiais em toda a Austrália do Sul e integrou a escola de treinamento para enfermeiros de saúde materna. Em 1914, depois de uma campanha mal sucedida para que o Children's Hospital tratasse crianças, Mayo co-fundou o Mareeba Hospital para crianças.
Além de suas conquistas médicas, Mayo participou de uma série de outras organizações. Ela se envolveu bastante com a Universidade de Adelaide, participando do conselho universitário entre 1914 e 1960 (a primeira mulher na Austrália a ser eleita para essa posição), além de criar um clube para mulheres na universidade. Ela foi também a fundadora do Adelaide Lyceum Club, uma organização de mulheres profissionais. Mayo morreu em 13 de novembro de 1967, com o  Medical Journal of Australia, atribuindo o sucesso do sistema de saúde infantil da Austrália do Sul aos seus esforços.

## Início da vida e da educação

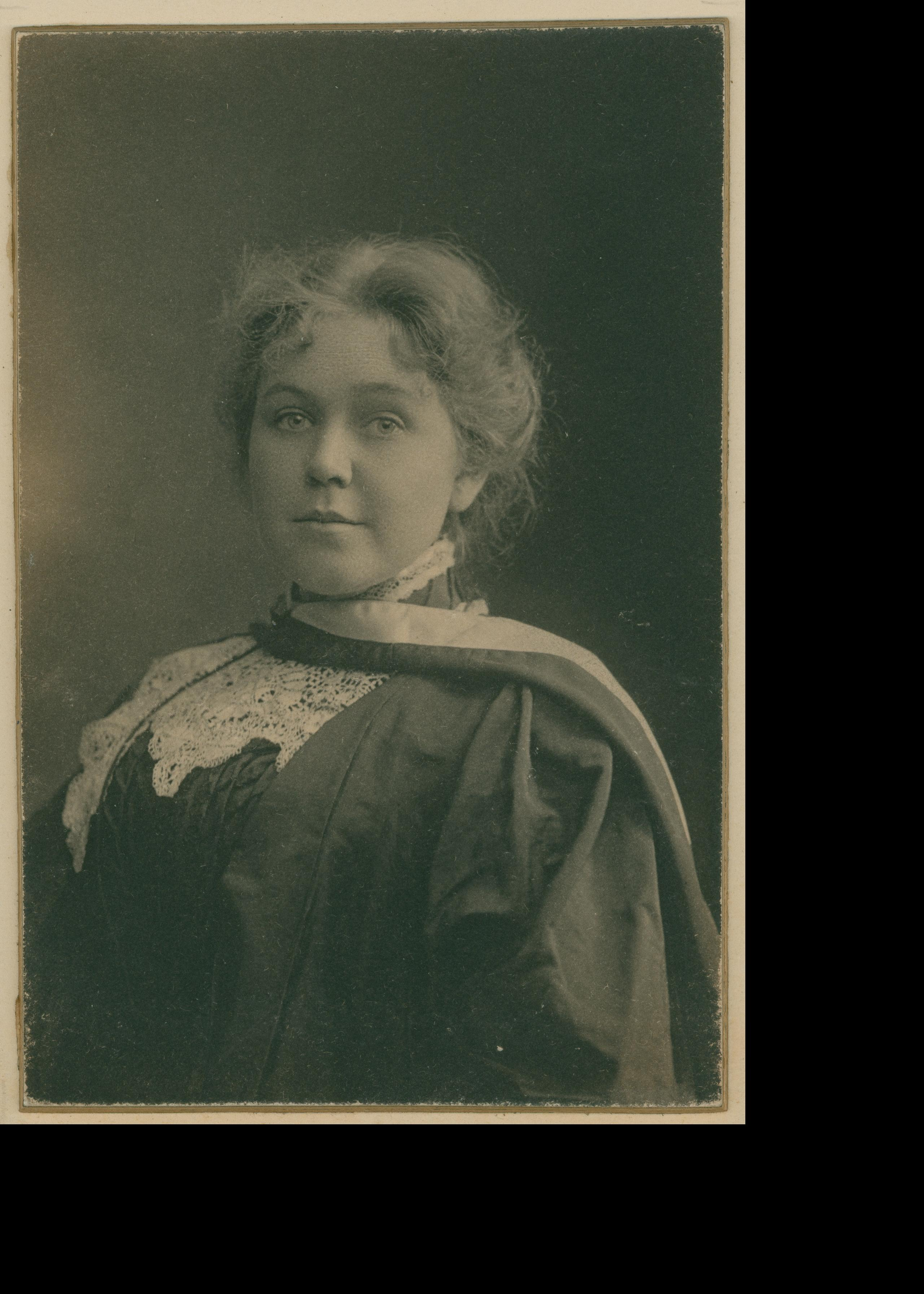
Helen Mayo em fotografia tirada circa 1902.

Mary Helen Mayo nasceu em Adelaide, na Austrália, em 1 de outubro de 1878. Ela era a mais velha dos sete filhos de George Gibbes Mayo, um engenheiro civil, e Henrietta Mary Mayo, cujo sobrenome de solteira era Donaldson. Sua educação formal teve início aos 10 anos de idade, quando ela começou a receber aulas regulares com um tutor. Aos 16 anos de idade, ingressou na Advanced School for Girls em Grote Street (o precursor do Adelaide High School), do qual ela se matriculou depois de um ano, no final de 1895.
Apesar de nunca ter ouvido falar de mulheres exercendo a profissão médica, desde tenra idade Mayo tinha sido fixada a seguir uma carreira na medicina. No entanto, Edward Rennie, então professor da Universidade de Adelaide, advertiu ao pai de Helen que ela era muito jovem para iniciar o estudo em medicina, assim, em 1896, Mayo foi matriculada na Faculdade de Letras da Universidade de Adelaide. A morte de sua irmã Olive, no final de seu primeiro ano de estudo, fez com que Mayo se tornasse incapaz de realizar seus exames finais naquele ano. Ao repetir o primeiro ano, em 1897, ela reprovou em duas de suas cinco disciplinas (latim e grego). Tendo ganho do pai a permissão, Mayo matriculou-se em medicina em 1898. Ela foi uma distinta estudante de medicina, tornando-se a melhor de sua classe e vencendo o Davis Thomas e o Everard Scholarship, em seu quarto e quinto anos de estudo, respectivamente.

## Carreira médica
Após terminar sua graduação, no final de 1902, Mayo assumiu a posição como médica residente no Hospital de Adelaide (mais tarde chamado de Royal Adelaide Hospital). Em fevereiro de 1904, ela partiu para a Inglaterra para adquirir experiência prática. Lá, trabalhou como clínica no Hospital for Sick Children, em Great Ormond Street, Londres. Para ganhar experiência em obstetrícia, ela foi ao Coombe Women's Hospital em Dublin, e depois retornou a Londres para terminar um curso de medicina tropical. Ela viajou para a Índia, onde trabalhou por um ano como parteira em uma missão de Hospital Cambridge Mission para mulheres e crianças. Em 1906, Mayo voltou a Adelaide e começou a trabalhar em uma clínica privada de propriedade de seu pai em Morphett Street, próximo à casa da família. Com o tempo livre em suas mãos, ela começou o trabalho de laboratório do Hospital Adelaide, e assumiu um compromisso de honra como anestesista no Hospital Infantil de Adelaide.

### A Mothers' and Babies' Health Association
Em maio de 1909, Mayo apresentou um documento de uma conferência interestadual sobre o tema da mortalidade infantil. Nele, ela abordou a taxa de mortalidade infantil elevada no sul da Austrália, afirmando a grave necessidade de aumentar os esforços sobre a educação das mulheres para a maternidade. Mais tarde naquele ano, depois de ouvir uma palestra sobre o sucesso de uma escola para mães em Londres, Helen Mayo e Harriet Stirling (filha de Edward Stirling) fundaram a School for Mothers em Adelaide. A Kindergarten Union instituiu uma sala nos seus escritórios disponível durante uma tarde a cada semana, onde uma enfermeira pesaria os bebés e Mayo e Stirling dariam as recomendações sobre os pacientes. Na primeira reunião anual da Escola um proeminente médico da Austrália criticou a organização sobre o pensamento do que mulheres solteiras não poderiam ensinar as mães, orientados pelo "instinto de mãe" (tanto Mayo como Stirling não tinham filhos). Apesar disso, a organização floresceu, e em 1911 uma casa em Wright Street foi adquirida para a sede da Escola. Em 1927, a organização tornou-se Mothers' and Babies' Health Association, e em 1932, tinha filiais por todo Sul da Austrália. Mayo serviu enquanto dignitário de ordem honorífica do médicos da associação até à sua morte em 1967, que, com o tempo, a organização tornou-se uma escola de preparação para enfermeiros de maternidade, bem como num hospital. Em sua homenagem, a Associação inaugurou a conferência anual Helen Mayo. Eventualmente, em 1981, a Mothers and Babies' Association foi incorporada ao Departamento de Saúde do Governo Australiano do Sul.
Depois de visitar Melbourne para se especializar na produção de vacinas, em 1911 Mayo foi nomeada bacteriologista clínica o hospital de Adelaide, um cargo que manteria por 22 anos.